# كريستوفر كوك (روائي)
كريستوفر كوك (بالإنجليزية: Christopher Koch)‏‏ (16 يوليو 1932 في هوبارت - 23 سبتمبر 2013 في هوبارت) روائي، وكاتب، وكاتب سيناريو، وكاتب للأطفال من أستراليا.

## الجوائز
- ضابط وسام أستراليا
- جائزة مايلز فرانكلين
- جائزة مايلز فرانكلين

## روابط خارجية
- كريستوفر كوك على موقع IMDb (الإنجليزية)
- كريستوفر كوك على موقع الموسوعة البريطانية (الإنجليزية)
- كريستوفر كوك على موقع قاعدة بيانات الفيلم (الإنجليزية)